# 한국농촌관광경영인협회
한국농촌관광경영인협회(韓國農村觀光經營人協會)는 농촌관광마을 발전을 위한 조사.연구 및 도시민의 수요에 부응한 내실있는 농촌관광 경영을 실현 목적으로 2004년 3월 30일 설립된 대한민국 농림축산식품부 소관의 사단법인이다. 사무실은 경기도 여주시 금사면 상호리 61에 있다.

## 주요 사업
- 농촌관광 발전 및 공급자의 권익 신장을 위한 정책개발,건의
- 농산어촌의 친환경적 개발 및 활성화의 대한 조사, 연구, 지원
- 관련기구와 교류 및 상호 협조, 농촌관광 전문가 양성 교육 및 자격제도의 시행, 관리
- 농산어촌 체험관광마을 전국 교류 네트워크 구축